# Едуард фон дер Пфалц
Едуард фон дер Пфалц (на немски: Eduard von der Pfalz; * 5 октомври 1625, Хага; † 13 март 1663, Париж) е пфалцски принц от линията Пфалц-Зимерн на род Вителсбахи.

## Живот
Едуард е шестият син на курфюрст Фридрих V фон дер Пфалц (1596 – 1632), „Зимният крал“ на Бохемия, и съпругата му Елизабет Стюарт (1596 – 1662), дъщеря на английския крал Джеймс I.
Едуард е роден в Хага, където родителите му избягали през 1622 г. след загубата на бохемската кралска корона. Той е възпитаван калвинистки, но през 1645 г. става католик, за да се ожени за Анна Гонзага (1616 – 1684), дъщеря на Карло I Гонзага, херцог на Мантуа, Монферат, Невер и Ретел. С нея се запознава при пътуване до френския двор на Луи XIII и Анна Австрийска. Те се женят тайно в Париж на 24 април 1645 г. Смяната на вярата разгневява брат му курфюрст Карл I Лудвиг фон дер Пфалц.
Едуард остава да живее в Париж до края на живота си – там той умира на 37 години, лишен от наследството си в Пфалц.
Чрез Act of Settlement от 1701 г., през 1714 г. синът на сестра му София фон дер Пфалц, е обявен за крал на Великобритания като Джордж I. Заради католическата си вяра обаче дъщерите на Едуард са изключени от линията на унаследяване на британската корона. Въпреки католическата си вяра, Едуард е удостоен с английския Орден на жартиерата.
- Принц Едуард фон дер Пфалц
- Анна Гонзага,
 съпруга

## Деца
- Луиза Мария фон дер Пфалц (* 23 юли 1647, Париж; † 11 март 1679, Аахен), ∞ 1671 княз Карл Теодор Ото фон Залм (* 1645, † 1710), императорски фелдмаршал, от когото шест деца

- Анна Хенриета Юлия фон дер Пфалц (13 март 1648, Париж, † 23 февруари 1723, пак там), ∞ 1663 за Анри III Жул дьо Бурбон, (* 1643, † 1709), херцог на Ангиен и впоследствие принц на Конде,  от когото има десет деца.
- Син (* 1650, † 1651)
- Бенедикта Хенриета Филипина фон дер Пфалц (* 14 март 1652, Париж, † 12 август 1730, Аниер сюр Сен), ∞ 1668 за херцог Йохан Фридрих фон Брауншвайг и Люнебург (* 1625 † 1679), от когото има четири деца.

- Портрети на децата на Едуард
- Луиза Мария
- Анна Хенриета
- Бенедикта Хенриета